# Jurišna vas
Jurišna vas este o localitate din comuna Slovenska Bistrica, Slovenia, cu o populație de 66 de locuitori.